# Штур, Дионис
Дионис Штур (нем. Dionýs Rudolf Josef Štúr, 1827—1893) — австрийский и словацкий геолог и палеонтолог, автор научных трудов по геологии Альп и Карпат.

## Биография
Родился в Беккове в семье учителя Йозефа Штура. Начальное образование получил в средней школе в Модре и в Евангелическом лицее в Братиславе.
В 1844 году поступил в Венский политехнический институт, где изучал математику, физику и химию. Под влиянием профессора В. Хайдингера заинтересовался естественными науками.
В 1846 году начал работать в Музее при Ведомстве монетного и горного дела в городе Вена.
В 1847 году получил стипендию для учёбы в Горной академии в городе Банска-Штьявница. Изучал геологию районов Братиславы и Модры.
В 1850 году вернулся в Вену в Геологический институт для геологического картирования всей Австро-Венгрии, на что ушло почти 20 лет.
- 1867 — советник горных дел
- 1867 — главный геолог
- 1877 — заместитель директора Института
- 1885—1892 — директор Государственного геологического комитета.

Большое внимание уделял палеонтологии растений (фитопалеонтология), стал известным систематиком и морфологом. Изучал флору триасовых и юрских пород, кулмских сланцев и карбоновых отложений. Он также изучал минеральные воды.
Опубликовал около 300 научных работ, иногда писал под псевдонимами Divis Stur и Scorpion.
Вёл переписку с Р. Мерчисоном, Ч. Лайеллем, Ч. Дарвином и другими известными учёными.
В 1855 году он женился на Сесилии Арте, но у него не было детей.
Умер в Вене 9 октября 1893 года от болезни сердца, похоронен на Евангельском кладбище в Вене. Его жена умерла в 1895 году в Модре, похоронена рядом со своим мужем в Вене.

## Награды и премии
- 1862 — Золотая медаль на Всемирной выставке в Лондоне за геологическую карту[6].
- 1890 — Медаль Котениуса за научные труды.

## Членство в организациях
- 1872 — член-корреспондент МОИП
- 1880 — член-корреспондент Венской императорской академии наук
- 18?? — Общество естествоиспытателей «Изис» в Дрездене
- 18?? — Геологическое общество Лондона
- 1890 — член академии Леопольдина

## Память
Его именем названы:
- 1927 — Музей горного дела Д. Штура в городе Банска-Штьявница
- 1953 — Словацкий государственный геологический институт в городе Братислава (Štátny geologický ústav Dionýza Štúra)

В 1953 году в его родном доме в Беккове была открыта мемориальная доска.